# آراميون
الآراميون هم أحد الشعوب السامية موطنهم وسط وشمالي سوريا والجزء الشمالي الغربي من بلاد الرافدين و أجزاء من شمال الاردن، يرجع أصلهم إنهم كانوا من الشعوب المتنقلة. استعمل الآراميون لغتهم الخاصة وهي اللغة الآرامية بلهجاتها المتعددة. وقد استطاعت هذه المجموعات الآرامية ما بين القرنين الثاني عشر والثامن قبل الميلاد أن تكون دويلات عديدة سيطرت على بلاد واسعة في الجزيرة الفراتية في سوريا بين دجلة والفرات، وأن تؤسس مجموعات زراعية مستقرة. وقد أُطلق اسم الآراميين على البلاد التي سكنوها، فدُعيت باسم بلاد آرام قرونًا عدة قبل أن تعرف منذ العصر الهلنستي السلوقي باسم سوريا وكان ذلك في (القرن الرابع قبل الميلاد).

## أصل الكلمة
لم يكن الآراميون أمة أو مجموعة واحدة؛ بل منطقة ذات مراكز قوة محلية منتشرة في جميع أنحاء بلاد الشام. يستحيل بسبب ذلك تكوين فئة عرقية متماسكة من «الآراميين» بناءً على معالم الهوية خارج اللغة مثل الثقافة المادية أو نمط الحياة أو الدين. أُطلق على شعب آرام اسم «الآراميين» في النصوص الآشورية وفي التناخ، لكن مصطلحي «الآراميين» و«آرام» لم يستخدمهما أبدًا السلالات الآرامية اللاحقة للإشارة إلى أنفسهم أو بلادهم، باستثناء ملك آرام-دمشق حيث كانت مملكته تسمى أيضًا آرام. لا يعدو مصطلح «الآراميون» كونه مجرد تسمية للمصطلح الجغرافي بلاد آرام الذي أُطلق على سكان سوريا في الألفية الأولى قبل الميلاد.
عُرفت المجموعات القبلية الآرامية بأسماء العائلات التي غالبًا ما تبدأ بالبادئة السامية Bit، والتي تعني «بيت»، مثل «Bit Adini». تأثرت اتفاقية التسمية هذه بنظام الكتابة الذي استخدمه الفينيقيون الساحليون. يشير اسم كل قبيلة إلى البيت أو السلالة التي تنتمي إليها. يشير مصطلح «آرام» أحيانًا إلى جزء فقط وفي أوقات أخرى إلى كامل بلاد الشام خلال العصر الحديدي. فسر نقش السفيرة تعبيري «كل آرام» و«آرام العليا والسفلى» بشكل مختلف، ولكن يمكن أن يشير إلى درجة من الوحدة السياسية والثقافية بين بعض الكيانات السياسية في المنطقة.
تطورت أبجدية آرامية مميزة واستُخدمت لكتابة الآرامية القديمة. نشأت منطقة أوسع تتحدث الآرامية بسبب الآرامية اللغوية، في جميع أنحاء المناطق الوسطى من الشرق الأدنى والتي تجاوزت حدود المجتمعات العرقية الآرامية. ظهرت دول صغيرة تتحدث الآرامية خلال الفترات الهلنستية والرومانية اللاحقة، وأبرزها مملكة الرها، التي تركزت في الرها، مسقط رأس الآرامية الرهاوية، والتي عُرفت فيما بعد باسم اللغة السريانية.

## تاريخ
إن أقدم ذكر للآراميين هو من قبل الآشوريين حيث ذكروهم على هيئة قبائل تسمى "الأخلامو"، وبعد ازدياد قوة الآراميين استقروا في المناطق الواقعة بين تدمر وجبل البشري وسط سوريا وتل حلف في الجزيرة الفراتية حيث استقروا وكوّنوا ممالك آرامية ثم اتسعت مناطق استقرارهم في أواخر الألف الثاني ق.م، في أنحاء الهلال الخصيب شرقي الفرات وغربه، وذلك بعد انهيار التوازن في بلاد المشرق القديم بتزايد حدة غارات شعوب البحر وتحركاتهم، وانهيار الإمبراطورية الحيثية في الأناضول وسوريا الشمالية، وانحسار نفوذ مصر القديمة عن بلاد كنعان وضعف بابل الكاشية.
ويرتبط اسم الآراميين في هذا العصر المبكر بجماعات من البدو الرُحّل كان يُطلق عليهم اسم (الأخلامو). ويمكن تتبع تحركات المجموعات الآرامية منذ القرن الرابع عشر ق.م. من المصادر الحيثية (حوليات حاتوشيلي الثالث) والمصادر الآشورية (حوليات الملك أداد نيراري الأول 1307-1275 ق.م.)، ومن الوثائق المعروفة برسائل تل العمارنة (أخيت - أتون) حيث ورد ذكر الأخلامو الآراميين في بعضها من عهد إخناتون (نحو 1375ق.م) عندما كانوا يتجولون على ضفاف الفرات. وبعد أن تمكن هؤلاء من الاستيطان والاستقرار على ضفاف نهر الخابور وعند مجرى الفرات الأوسط في سوريا وهي المنطقة التي عرفت باسم آرام النهرين منطقة الجزيرة السورية اليوم، ومن هناك بدؤوا يؤسسون ممالك وإِمارات ودول هي الممالك الأرامية .
ذكر تعبير الآراميون في وثائق الملك الآشوري تگلات بلاصّر الأول (1116-1076 ق.م.) للدلالة على الحضارة الآرامية، بدون أن يقرن ذلك اسمهم بالأخلامو. ويتباهى هذا الملك بأنه شنّ عليهم وعلى الأخلامو أيضًا ثمانية وعشرين حملة على جبهة امتدت من جبل باسار (جبل البشري) وتدمر إِلى عانة (العراق) ورابيقو على ضفاف الفرات. وفي نهاية القرن الحادي عشر ق.م أسّس الآراميون مملكة بيت عديني على ضفتي الفرات في المنطقة الواقعة جنوبي كركميش (جرابلس اليوم) وأسسوا في وادي الخابور إِمارات لاقي وبيت بخياني وتل حلف، وبيت خالوب واستقرت قبيلة تمناي في نصيبينا(نصيبين اليوم)، وحزيرانا وحيدادا جنوب غربي ماردين في الجزيرة السورية العليا.
أما أهم دولة آرامية فهي الدولة البابلية الثانية الكلدانية، والحد الأقصى للتوسع الآرامي في الشمال فهو صورو (أي الجبل)، والمقصود هنا هضاب طور عبدين. أمّا في غربي الفرات، فقد تبسط الآراميون بالتدريج غربًا حتى جبال الأمانوس على الساحل السوري واستوطنوا في سمآل (زنجرلي في تركيا). كثر عددهم حول أرفاد قرب أعزاز شمالي حلب حيث تأسست مملكة بيت أجوشي التي امتدت على منطقة حلب كلّها. كما انتشروا في حوض العاصي في سوريا، وصارت حماة في أيدي حكام آراميين. وفي سهل البقاع وعلى سفوح الجبال غرب دمشق قامت مملكة صوبة التي ضمّت أراضي البقاع الجنوبي وجزءًا من وادي بردى في دمشق وعين جر (عنجر اليوم)، ويمكن أن تكون قد أقامت اتحادًا مع مملكة بيت رحوب على نهر الليطاني، وبيت معكة على سفوح حرمون السورية، وجشور شرق بحيرة طبريا ومملكة دمشق في حوضي بردى والأعوج وسفوح قاسيون وغوطة دمشق.
ورد ذكر ملك دمشق الآرامي في الوثائق الآشورية باسم أدد ـ إدري (هدد عزر)، نجح شولمانو- اشارئد الثالث الذي ضم مملكة بيت عديني الآرامية على الفرات (856 ق.م.) إِلى مملكته، وتقدم بعدئذ غربًا إِلى حوض نهر العاصي ليواجه عند قرقر شمال حماة تحالفًا كبيرًا بزعامة برهدد ملك آرام دمشق ضمّ اثني عشر ملكًا وأميرًا في سوريا الساحلية والداخلية وذلك سنة 853 ق.م فيما عرف بـمعركة قرقر.

## مملكة آرام دمشق
ازدهرت مملكة آرام دمشق وازدادت قوةً ونفوذا بعد إبعاد الخطر الآشوري عن العالم الآرامي في غرب الفرات وأحرزت مملكة آرام دمشق مكانة مهمة في النصف الثاني من القرن التاسع ق.م. عندما تولى الحكم فيها حزائيل ويعني اسمه (إيل يرى) (841-805 ق.م.) الذي أنهى حكم أسرة برهدد ، و بقي ملك آرام دمشق سيد الموقف في معظم أصقاع العالم الآرامي فبسط سلطانه على جنوب سوريا، ومدّ نفوذه من وادي نهر اليرموك إِلى أرنون وربما وادي الموجب، وفلسطين ووصل إِلى بلدة جات شرق عسقلان. وامتدت مملكة آرام دمشق لتضم مناطق كثيرة من بلاد آرام في سوريا والمنطقة المجاورة.

## امتداد النفوذ الآرامي
سيطر الآراميون من شرق سوريا إلى منطقة حوض دجلة الأدنى وازداد النفوذ الآرامي في اتجاهات عديدة، إِذ استولى أمراء آراميون على عرش بابل ومنهم نابو مكين زيري (731-729ق.م) ومردك أبلا إدينا (721-705/703ق.م). وفي خضم هذا النزاعات، نقل الآشوريون عشرات الألوف من السكان الآراميين في مختلف أرجاء الهلال الخصيب، والذين نقلوا معهم لغتهم وعقائدهم كما تعرضت بابل للتدمير والتخريب وقضت الحرائق على أهم معالمها القديمة وقصورها ولا سيما على يدي سنحريب ملك آشور، ثم إِبان النزاع بين الأخوين آشور بانيبال (668-627ق.م)، وشمش شوم أوكين (668-648 ق.م). ومع ذلك فإِن الآراميين لم يقروا بالهزيمة، فأُعيد بناء بابل التي سرعان ما استأنفت تصدّيها لمطامع ملوك آشور، واستطاع الأمير البابلي نبوبولاصر أو نابو أبلا أصّر (625-605 ق.م) أن يعلن نفسه ملكًا على بابل وأن يشن على آشور حربًا لا هوادة فيها متحالفًا مع أعدائها المحيطين بها من الشرق والشمال (الميديون والسكيثيون). وانتهت هذه الحرب بالقضاء على مملكة آشور (609 ق.م). وقامت على أنقاضها [الإمبراطورية البابلية الثانية] (605-539 ق.م) والتي كان من العسير التفريق فيها بين البابليين والآراميين، فقد اختلط الجميع وتمازجوا بقوة وعمق في إِطار ثقافة مزدوجة بابلية - آرامية كانت اللغة الآرامية أهم عناصرها، وظل الأمر على هذا النحو إِلى أن انتقلت السيادة السياسية إِلى ملوك الأسرة الفارسية الأخمينية (539-332 ق.م).

## اللغة الآرامية
تنتمي اللغة الآرامية وهي إحدى لغات سوريا القديمة إِلى أسرة لغوية كبيرة عرفت في أوساط الباحثين باسم اللغات السامية وأقرب اللغات القديمة إِليها هي اللغات الكنعانية، وكباقي اللغات بينها وبين اللغات السامية عناصر مشتركة كثيرة في النطق والمفردات والتصريف وعرف المشرق القديم في أيامهم وحدة ثقافية لغوية واقتصادية قامت على أكتاف الآراميين لم يشهد لها المشرق مثيل من قبل بهذا الاتساع وبهذه القوة، وحتى بعد دخول الإسكندر المقدوني وقيام الممالك الهلنستية (السلوقيين والبطالمة) انتشرت الثقافة الهلينية في بلاد المشرق، رغم ذلك بقيت اللغة الآرامية برغم التأثيرات الجديدة ظلت منتشرة وكان ذلك من أهم عوامل وحدة المشرق القديم واستمرت اللغة الآرامية بقوتها حتى الفتح الإسلامي لبلاد الشام.

## الأدب الآرامي
لم تؤد التنقيبات الأثرية التي أجريت حتى اليوم إِلى العثور على الكثير من آثار الأدب الآرامي القديم في مناطق سوريا (بلاد آرام) من أهم ما عُثر عليه من الأدب الآرامي نقش كيلاموا ملك سمآل ونقش آخر يمثل ملك غوزانا (في تل حلف حاليا) ونقش تل الفخارية وهم من الآثار الآرامية في سوريا على نهر الخابور وهي (بلاد آرام) الجزيرة السورية قلب العالم الآرامي القديم ولعل مرد قلة المكتشفات يعود إِلى عوامل مناخية والتي لم تبق على الشيء الكثير من هذه الآداب القديمة لأن أكثرها كتب على لفائف من البردي أو على الجلد، وهي مواد لا تصمد لعوادي الزمن كالحجر .

## نقوش

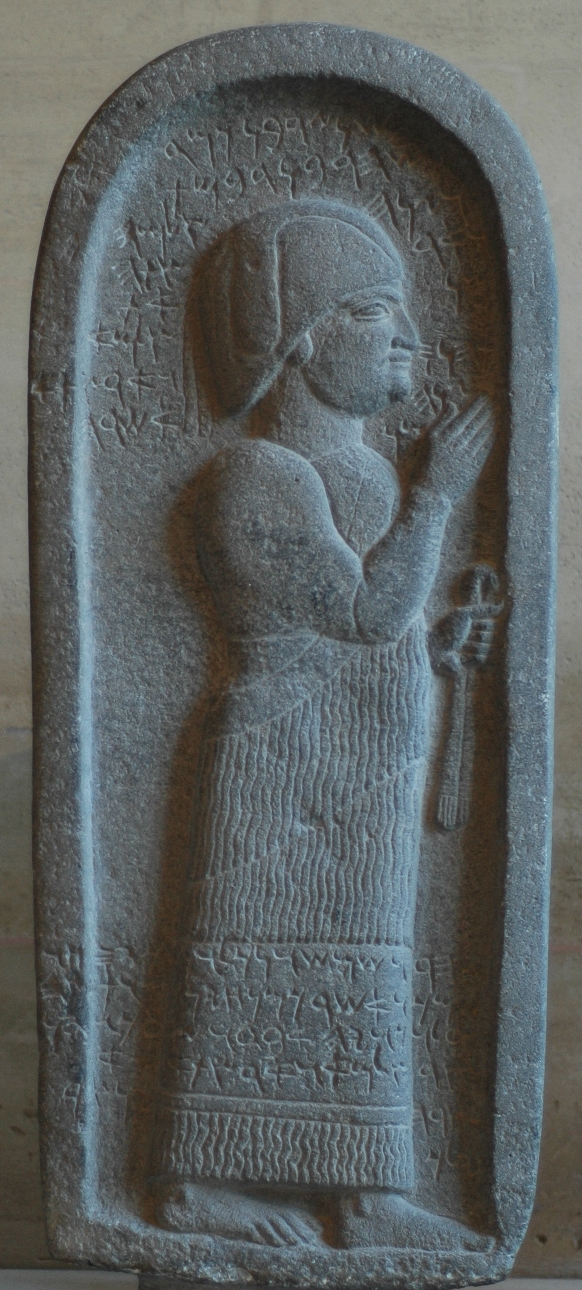
نصب مالكي مزود بكتابة آرامية وجد في النيرب (تل آفيس) قرب مدينة حلب من القرن السابع قبل الميلاد.

### غوزانا وسمآل وتل الفخيرية
تعتبر غوزانا إحدى الممالك الآرامية في سورية ويعتبر نقش ملك غوزانا من صلب الأدب الآرامي إضافة للنصوص الملكية الآرامية والتي تعود إلى منتصف القرن الثامن والتاسع ق.م في بلاد آرام في الجزيرة السورية، نقش هدد ملك غوزانا وكذلك نقش كيلاموا ملك سمآل والنقوش الآرامية في تل الفخيرية، وقد تبلور الأدب الآرامي في عدد من مدن آرام السورية، وينبغي القول إن سيفوس المؤرخ الروماني كتب كتابه المعروف في التاريخ القديم أولا باللغة الآرامية السورية القديمة في عام 75 م وبعد ذلك باليونانية وهو النص الذي وصل إلى أيدي الباحثين، ويتضح أن اللغة الآرامية تطورت وأصبحت لغة الإدارة والتجارة والأدب وغدت فيما بعد لغة عالمية.

### نص دير علا
أو نبوءة الكاهن بلعم بن باعورا.
مع ما يعتري النقوش على بعض جدران دير علا في الأردن من شكوك في ارتباطها بالآرامية لغويًا، فهي على الأرجح نصوص بلهجة آرامية قديمة كتبت بالحبر الأحمر والأسود على الجدران المكسوة بالكلس. وإِن وضع النص المؤطر ومحتواه يدعوان إِلى التفكير بأنه نسخة عن نص أدبي كتب مبدئيًا على ورقة أو ملف من البردي أو من الجلد. ويذكر استخدام الحبر الأحمر من أجل كتابة العنوان أو بعض مقاطع العرافة. ولما كان هذا النقش قد أصيب بتلف شديد، فإِن محتواه يبقى عصيًا على الاِيضاح، ويمكن أن يثير تفسيرات مختلفة. ومع ذلك فإِن البداية تتضمن حديثًا عن رؤيا تلقاها في الليل كاهن متنبئ يدعى بلعم بن باعورا وفيها خبر سيئ. وفي اليوم التالي نقل الكاهن متأثرًا هذه الرؤيا إِلى الناس الذين يحيطون به... ولا يعرف شيء آخر من مضمون هذه الرؤيا.

### نصوص فيلة
أو سيرة الحكيم أحيقار.
بين المخطوطات الكثيرة التي عثر عليها في جزيرة فيلة (وهي إلفنتين) مقابل أسوان (سيين) في الصعيد يمكن تعرف عدد من النصوص الآرامية من عصر آرامية الإمبراطورية. أما أهم هذه النصوص فهي أمثال الحكيم أحيقار وقصته، وكانت هذه النصوص متداولة زمنًا طويلًا في المدارس الآرامية في العصر الفارسي، وقد بقيت سيرة أحيقار إثرًا شعبيًا معروفًا في الشرق الأدنى القديم كله كما يتضح من الترجمات المأثورة في عدد من الآداب الشرقية، ولاسيما في الأدب السرياني. أما النواة الأساس في كتاب أحيقار فتتألف من مجموعة أمثال باللغة الآرامية الغربية من مصدر سوري قديم. وقد انتظمت هذه الأمثال في قصة تروي ما أصاب أحيقار من سعد ومن نحس، وهو «الحكيم البارع مستشار آشور كلها، وحامل أختام سنحريب ملك آشور».
وبقي اسم أحيقار مشهورًا في عصور لاحقة، لأنه يرد في لوح مسماري من العصر الهلنستي أدرجت فيه قائمة بأسماء عدد من المشهورين وفيهم أخوقار وهو أحيقار المذكور هنا على الأرجح. وقد عاش في مطلع القرن السابع ق.م. أما النسخة الأخرى لسيرة هذا الحكيم الآرامي فكتبت بلغة آرامية وبلهجة شرقية رافدية (لهجة الجزيرة السورية)، وكان هدفها ترسيخ قيم الشرف والأمانة والإِخلاص لتربية أجيال من الكتّأب والموظفين الذين كانوا يعدّون للعمل في خدمة الدولة في آشور وبابل وبلاد فارس.

### نقش بهيستون
أو تعاليم الملك دارا / داريوس / داريوش بالآرامية.
ويتضمن هذا النقش نصًا تعليميًا لتأهيل الموظفين، وهو في الأصل نقش ملكي حُوّل إِلى نص مدرسي. وهذه وسيلة من الوسائل التي كانت تتبع لترسيخ الفكرة الملكية والإِخلاص في رؤوس أولئك الذين يعدّون للعمل في الدواوين في أنحاء الإمبراطورية. يعود هذا الأثر إِلى الأيام الأولى من حكم العاهل الفارسي داريوس الأول (522/521 ق.م). وهو النسخة الآرامية من نقش تاريخي أعدّ بالخط المسماري وبلغات مختلفة كانت معروفة في بلاد الإمبراطورية، هي الفارسية والعيلامية والبابلية، ليعمم ويعلن في مختلف الأصقاع.
ويمكن تاريخ النص الآرامي لنقش بهيستون في الربع الأخير من القرن الخامس ق.م أي بعد قرن تقريبًا من اعتلاء داريوس الأول العرش، وهو يؤكد إِضافة إِلى ملاحظات أخرى، استخدام النص الآرامي في تعليم سيرة الملك ومآثره في مدارس الإمبراطورية الفارسية وفي تربية أتباعه على الولاء له.
وقد كتب النص الآرامي لنقش بهيستون على ملف بردي طوله نحو ثلاثة أمتار، ويتألف من 190 سطرًا، وفيه رواية لأخبار الحملات الأولى التي قام بها داريوس الأول لتوطيد أركان عرشه وقمع عدد من الثورات. وتتضمن الخاتمة وصايا وتعاليم أخلاقية موجهة إِلى من يتولى الحكم بعده، وفيها تحذير من الكذب والكذابين ودعوة إِلى الصدق وقول الحق، وتبشير بمباركة الإله أهورا مزدا للصادقين ولأبنائهم من بعدهم.

### نصوص قمران
أو مخطوطات البحر الميت الآرامية.
وهي مخطوطات كتبت بالآرامية والعبرية عثر على عدد منها في مغاور قريبة من البحر الميت في فلسطين 1947 م وقد أدى العثور عليها إِلى كشف النقاب عن نصوص آرامية مهمة يمكن تعرف مضمونها بمقارنتها بنصوص موازية في لغات شرقية أخرى معاصرة. ويبدو لأول وهلة أن معظم هذه النصوص الآرامية كتب ما بين القرنين الثالث والثاني ق.م. ومن أهم هذه النصوص أربع مخطوطات من سفر طوبيا. وليس من شك لدى الباحثين اليوم في أن هذا السفر كان قد كتب، أول الأمر باللغة الآرامية، ومن المحتمل أن ذلك كان ما بين القرنين الرابع والثالث ق.م بتأثير قصة أحيقار التي يفترض أن كاتب السفر قد عرفها. وهناك أيضًا سفر أخنوخ، الذي يضم الكتاب السماوي وكتاب الحراس وكتاب الأمثال وكتاب الحكماء ورسالة أخنوخ ويمكن أن يضاف إِليها كتاب العمالقة. كان سفر أخنوخ معروفًا بفضل الترجمة الحبشية، ولكن بعد العثور على إِحدى عشرة نسخة مخطوطة بالآرامية من هذا السفر في المغارة رقم 4 في موقع قمران، غدا من الواضح أن الآرامية كانت اللغة الأصلية للنص.
عثر على نصوص أدبية متنوعة من مصادر مختلفة مثل نص صلاة نبو نيد، ونص مزيّف عن التكوين من الممكن أن يعود إِلى القرن الثاني أو الأول ق.م. وكذلك ترجوم سفر أيوب. واستخدمت اللغة الآرامية إِلى جانب اللغة المصرية الديموطيقية في كتابة بعض النصوص. ويوجد نص سحري مزدوج اللغة كتب بالمسمارية البابلية وبالآرامية ويعرف بنص أوروك (الوركاء)، وكان أول من قرأه وترجمه فرانسوا ثورو دانجان، ثم نشره أندره دوبون ـ سومر.

## الحضارة الآرامية

### الدين
يضم مجمع الأرباب عند الآراميين في الميثولوجيا السورية آلهة من كنعان وبابل وآشور، إِضافة إِلى آلهتهم الخاصة بهم. وللإِله عند الآراميين اسم عام هو بعل بمعنى سيّد، ويدعونه أحيانًا بعل شمين (رب السموات) كما في نص ذكر ملك حماة ولعش. وعبدت إِلى جانب بعل الربة الأنثى بعلت التي كانت تدعى ملكة شميين (ملكة السموات) ولبعض المناطق والمدن بعلها الخاص بها كبعل مملكة تدمر وبعل الأمانوس جبال الساحل السوري وبعل البقاع (بعلبك). وسمى الآراميون بعل هدد كإِلهًا للطقس كما في دمشق يرسل الأمطار فيخصب الأرض وينبت الزرع ويسبب الكوارث عندما تنحدر السيول من الجبال إِلى الوديان. وكان مقر بعل في الجبل الأقرع (كاسيوس) في اللاذقية الذي كان له في حضارة سوريا القديمة ما لجبل الأولمب عند اليونان في تاريخهم القديم. وكانوا يعتقدون أن الزوابع والرعود والبرق من الظواهر التي تدل على هدد الذي كان يطلق عليه في السامية الشرقية اسم أدد أو أدو ويدعى أيضًا رمون وبتأثير الحوريين أدمج هدد برب العاصفة عند الحوريين تيشوب ورشف عند الحيثيين. وكما تدل الشواهد الفنية يبدو هدد في نحت بارز من سمآل الواقعة في أعالي الأمانوس، في صورة رجل محارب حاملًا الشوكة الثلاثية والمطرقة رمز البرق والرعد. وفي ملاطية يبدو واقفًا على ظهر ثور.

### الآلهة الآرامية
أهم معابد هدد في دمشق وحلب ومنبج (هيرابوليس) وبعلبك (هليوبوليس). وفي العصر الروماني عبد هدد في بعض المعابد بتأثير الثقافة الكلاسيكية اليونانية ـ الرومانية باسم جوبيتر، وعرف في دمشق باسم جوبيتر الدمشقي. وفي منبج عبدت الربة السورية أثارغاتيس إِلى جانب هدد، وكانت هذه الربة صورة مطبوعة بالهلينية لعشتارت وعنات، وكانت تدعى أيضًا بنيت أي ربة الذرية والنبوة وقد حمل الآراميون عبادتها من جبل سمعان وجبل بركات في سوريا إِلى وادي النيل، ووصف الكاتب السوري لوقيان السميساطي (125-192م)، الذي كتب باليونانية، معبدها في منبج في كتابه عن الآلهة السورية.
واختلطت عبادات الآراميين بعبادة آلهة أخرى عند جيرانهم في سوريا الساحل أو عند البابليين، مثل إل كنعان الذي كان يعد أبًا لكل الآلهة، وأقاموا لهم بيوت العبادة حيثما حلو، وسن إِله القمر عند الرافديين ويدعى بالآرامية شهر، ونابو رب الحكمة في بابل الذي حملوا عبادته حتى أسوان، وشمش إِله الحق والعدل في آشور وبابل.

## الفنون الآرامية
شجع أمراء الممالك الآرامية السورية في بيت بخياني وغوزانا في الجزيرة السورية وسآل في كيليكية والأمانوس الفن التشكيلي بامتياز وإبداع واضح يدل على مدى ما وصل إليه الآراميون في سورية القديمة من تقدم، ويوجد تشابه بين الفن ألآرامي والفن الحوري ـ الحيثي. ومن المؤكد أن السوريين في هذه المنطقة الشمالية من البلاد كانوا يرتدون ملابس تشابه مع ملابس الحوريين الميتانيين والحثيين من الممالك السورية الشمالية، وقد انعكس ذلك على الفن التشكيلي السوري القديم، ومع ذلك فإِن الفنانين الآشوريين الذي زينوا القصر الآشوري في تل برسيب (تل أحمر) صوروا الآراميين بملابس مميزه. كما صوروا آراميي بابل ملتحين ويرتدون مآزر قصيرة ويضعون عمائم على رؤوسهم، أما النساء فكنّ يرتدين أثوابًا طويلة. وهكذا فإِن الفن التشكيلي الآرامي، والتصوير والنحت، عكس البيئات المختلفة للمجتمعات الآرامية، في سوريا وفي المناطق الأخرى التابعة لحضارة الآراميين.
وتبدو الخصوصية في الفن الآرامي في العمارة، فالقصور تتصف بالغرف الواسعة، وتؤدي إِليها أبهاء تحمل أسقفها أعمدة منقوشة ومزينة بالنحت الجميل ولها شرفات واسعة من نموذج حيلاني، كما في تل حلف وعين دارة (وسط سوريا). ويبرز تطور فن العمارة في الأبواب وإكساء الجدران. وفي بناء العتبات بالحجر البازلتي. أما التماثيل الكاملة المكتشفة فقليلة، وأهم المنحوتات عثر عليها في القبور الملكية في تل حلف وسمآل. أما التصوير فإِن الرسوم الجدارية تمثل مشاهد من الحروب والصيد والرحلات النهرية والبحرية وموضوعات ميثولوجية. وفي رسوم عن الطبيعة تختلط صورة الإنسان بمخلوقات أخرى كما في الإنسان ـ العقرب (من تل حلف) في أعالي الجزيرة السورية. مسلة برهدد الآرامية التي نذرها للإِله ملقرت (من القرن التاسع ق.م).

## الصناعة والتجارة في العصر الآرامي

### الصناعة
برع الآراميون في الصناعات المختلفة مثل صناعة الملابس الصوفية والكتانية والقطنية الجميلة، والأثاث الخشبي والجلود، وأدوات الكتابة، وفي صناعة الحليّ من الفضة والذهب والحفر على المعادن والعاج، وقد عثر على نماذج من العاج في أسلان طاش (حداتو في شمالي سوريا)، هي موجودة اليوم في متحف اللوفر. واشتهرت بعض المدن السورية القديمة منذ عصر أوغاريت وإبلا وحماة وكركميش بالحفر على عاج الفيل الذي كانت قطعانه تعيش في سورية الشمالية في غاب العاصي حتى أواخر الألف الأول ق.م وقد صنع منه الحرفيون المهرة الأختام التي نقش عليها صور من الحياة اليومية والدينية والتماثيل والعلب والأمشاط واللوحات التزيينية واستخدموه لتطعيم الخشب كالفسيفساء وغيرها الكثير من الصناعات التي برع فيها الإنسان في فترة الحضارة الآرامية في سورية والمشرق القديم.

### التجارة
للتجارة في سورية القديمة ماض عريق يرقى إِلى إبلا وأوغاريت وماري وغيرهم من الممالك السورية القديمة. ولكن التجارة بلغت ذروة مجدها في العصر الآرامي. وكان التجار الآراميون يبعثون قوافلهم إِلى جميع بلاد المشرق القديم لتصل إِلى منابع دجلة والفرات شمالًا وإِلى مصر والحجاز جنوبًا. واكتشف في العاصمة الآشورية نينوى بعض الأوزان البرونزية التي خلّفوها. واحتكر الآراميون التجارة الداخلية في البلاد، كما سيطر الكنعانيون على التجارة البحرية في البحر الأبيض المتوسط والبحر الأحمر. ومن دمشق حاضرة البلاد السورية كانت تنطلق قوافل كبيرة باتجاهات مختلفة. وعمل ملوك بلاد آرام ولاسيما حزائيل على فتح طرق التجارة مع مدن فلسطين ومصر وشبه الجزيرة العربية.
واحتل التجار الآراميون مكانًا مهمًا في البنية الاقتصادية للإمبراطورية الفارسية الأخمينية فيما بين القرنين السادس والرابع ق.م فحملوا أرجوان صور من مدن الساحل السوري الفينيقي وتاجروا بالأقمشة المطرزة والكتان والحجر الكريم واليشب، وجلبوا النحاس من قبرص، وخشب الأبنوس من أفريقيا واللؤلؤ من الخليج العربي، ونقلوا العطور والعقاقير والزيوت والتمور والثمار المجففة، واتصلوا في رحلاتهم ببلاد بعيدة استوردوا منها التوابل والبخور. وكان يرافق التجار في رحلاتهم المسافرون والمغامرون وقد تميز التجار الآراميون بشكل كبير عن غيرهم. وهكذا تحركت في عالم الشرق العربي أسر وتنقلت من سوريا جاليات حاملة معها حضارتها ومعتقداتها وثقافاتها وعاداتها ولغاتها وهو ما أدى إِلى تفاعل بين أقطار المشرق العربي القديم وثقافاته وانتشار الثقافة والفن والتجارة الآرامية في مناطق قريبة وبعيدة، وهذا يوضح مدى ما كان علية الآراميون من حضارة وتقدم استمر مع تعاقب الحضارات بعد ذلك.